# Calloconophora obliqua
Calloconophora obliqua är en insektsart som beskrevs av Dietrich. Calloconophora obliqua ingår i släktet Calloconophora och familjen hornstritar. Inga underarter finns listade i Catalogue of Life.